# 東京 (JUJUの曲)
「東京」（とうきょう）は、JUJUの36枚目のシングル。2018年1月24日にソニー・ミュージックアソシエイテッドレコーズから発売された。

## 概要
36枚目のシングル表題曲「東京」は、『新参者』シリーズの劇場版完結編である映画『祈りの幕が下りる時』の主題歌に起用され、蔦谷好位置がプロデュースした。
また、保紫萌香主演、萩原健太郎監督の全編ドラマ仕立てのミュージックビデオが製作されている。
キャッチコピーは、「あなたの大切な人は、まだ隣にいますか？」である。

## 発売形態
初回限定盤(三方背Box仕様) と通常盤 の2種類がある。
初回限定盤には、『JUJU HALL TOUR 2016 -WHAT YOU WANT-』の一部が収録されたDVDが添付された。
初回盤、通常盤共通で、本作と2月21日発売予定アルバム「I」のダブル購入者応募券が添付された。
また、セブンネットショッピング限定で、ビジュアルデザインのA5クリアファイルが限定添付された。

## 収録曲
1. 東京 [5:44]
作詞：R-Y's・トモ子、作曲：R-Y's、編曲：蔦谷好位置（agehasprings）
映画『祈りの幕が下りる時』主題歌。
2. ウラハラ  [3:32]
作詞：JUJU、作曲:her0ism・Tido Nguyen・Ale Albert　Produced by her0ism、Tido Nguyen
3. 藍 [4:37]
作詞・作曲：大橋卓弥・常田真太郎、編曲：石成正人
スキマスイッチのカバー曲
4. 東京 -Instrumental-

### 初回限定盤DVD
JUJU HALL TOUR 2016 -WHAT YOU WANT-
1. WITH YOU
2. Eternally
3. 奇跡を望むなら...
4. ありがとう